# Дом З. О. Лятушевича
Казённый дом № 30 (дом З. О. Лятушевича) — одноэтажный особняк с мезонином постройки XIX века в Ижевске, расположен по адресу улица Сивкова, 180. Памятник архитектуры федерального значения. Предположительный архитектор — С. Е. Дудин.

## Описание
Здание в плане имеет Г-образную форму. Главный западный фасад дома выполнен в трёхчастной схеме, имеет полукруглый выступ и мезонин с балконом. Профилированность карнизов, фриза, фронтона придают особняку облик, характерный для русской классической архитектуры XIX века. В 1880-х годах прямоугольные окна были переделаны в арочные. В 1925 году были сделаны пристройки на три окна с северной и восточной сторон, нарушившие симметрию фасада. В доме сохранилось анфиладное расположение дверей, соединяющих эркерный зал с примыкающими помещениями, и металлическая лестница, ведущая в мезонин.

## История
Особняк был построен в 1807 году для протоиерея Захария Осиевича Лятушевича. В 1819 году он продал дом казне, после чего здание стало называться «Казённым дом № 30». В особняке в разное время располагались квартиры заводских чиновников, заводская аптека, приёмный покой. После 1917 года здание занимали Штаб народной армии, Комитет Ижевской организации РСДРП(б), Дом юного пролетария. В 1920-е годы в здании размещался Государственный банк.
В 1945—1947 годах в здании располагались фонды Краеведческого музея Удмуртии, возвращённые в Ижевск после эвакуации в Сарапул. После переезда основной экспозиции музея в здание Арсенала в доме Лятушевича до 1981 года располагался отдел природы музея, затем, до 1995 года, в здании располагалось фондохранилище музея.
В 1995 году зданию присвоен статус памятника истории и культуры федерального значения. В 1995 году в связи с аварийным состоянием здание было закрыто на капитальный ремонт, в настоящее время не эксплуатируется.

## Галерея

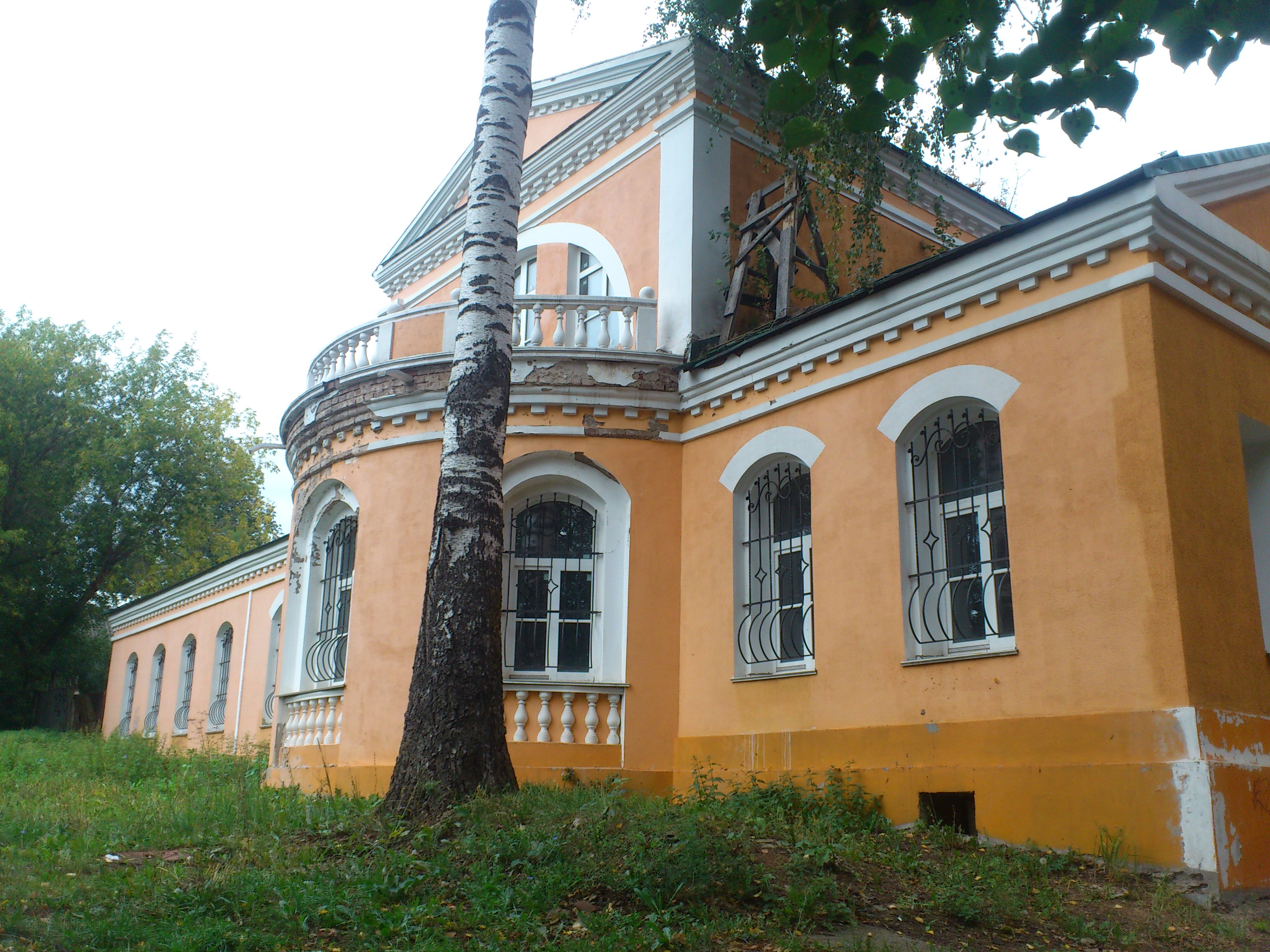
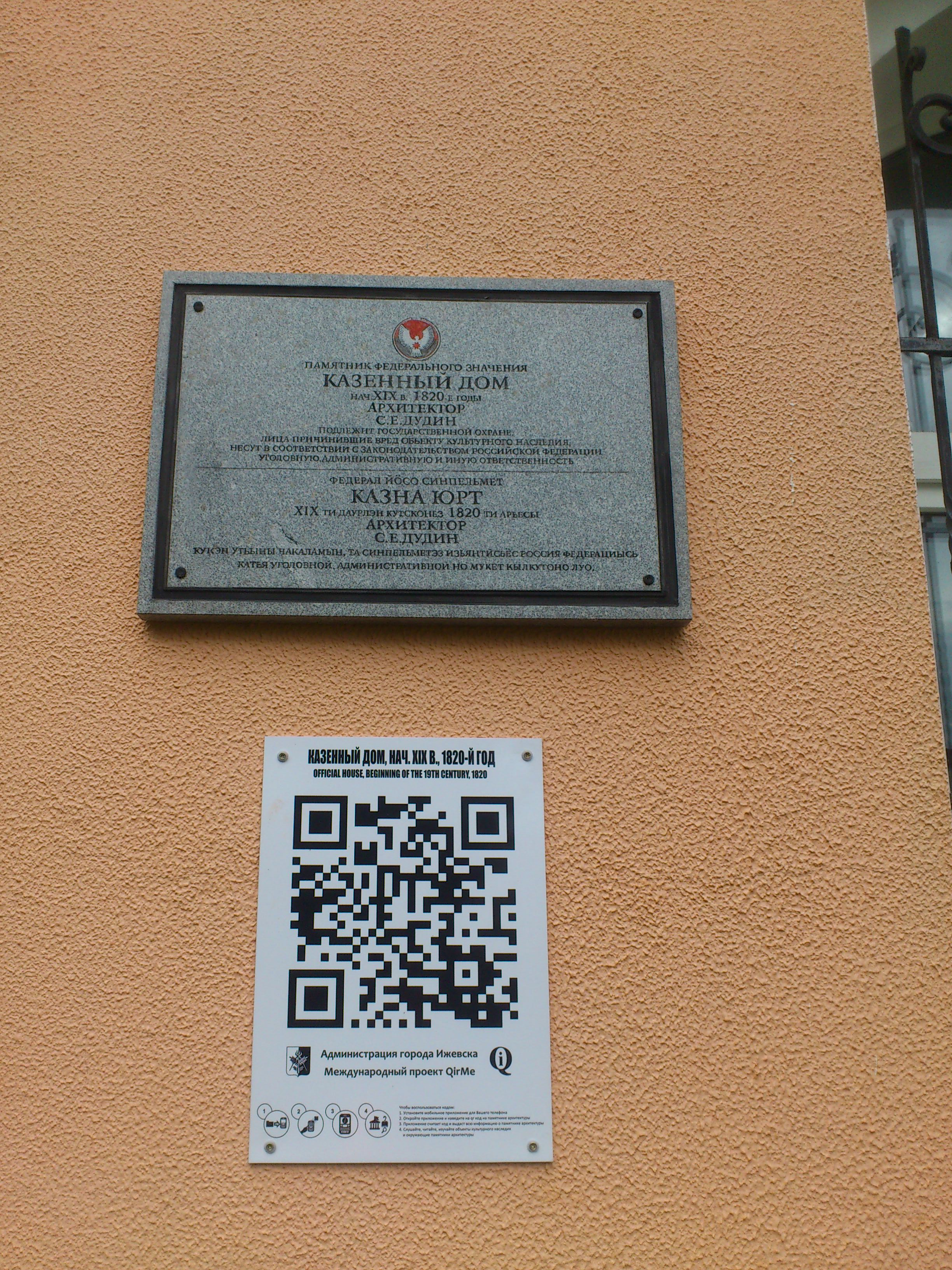
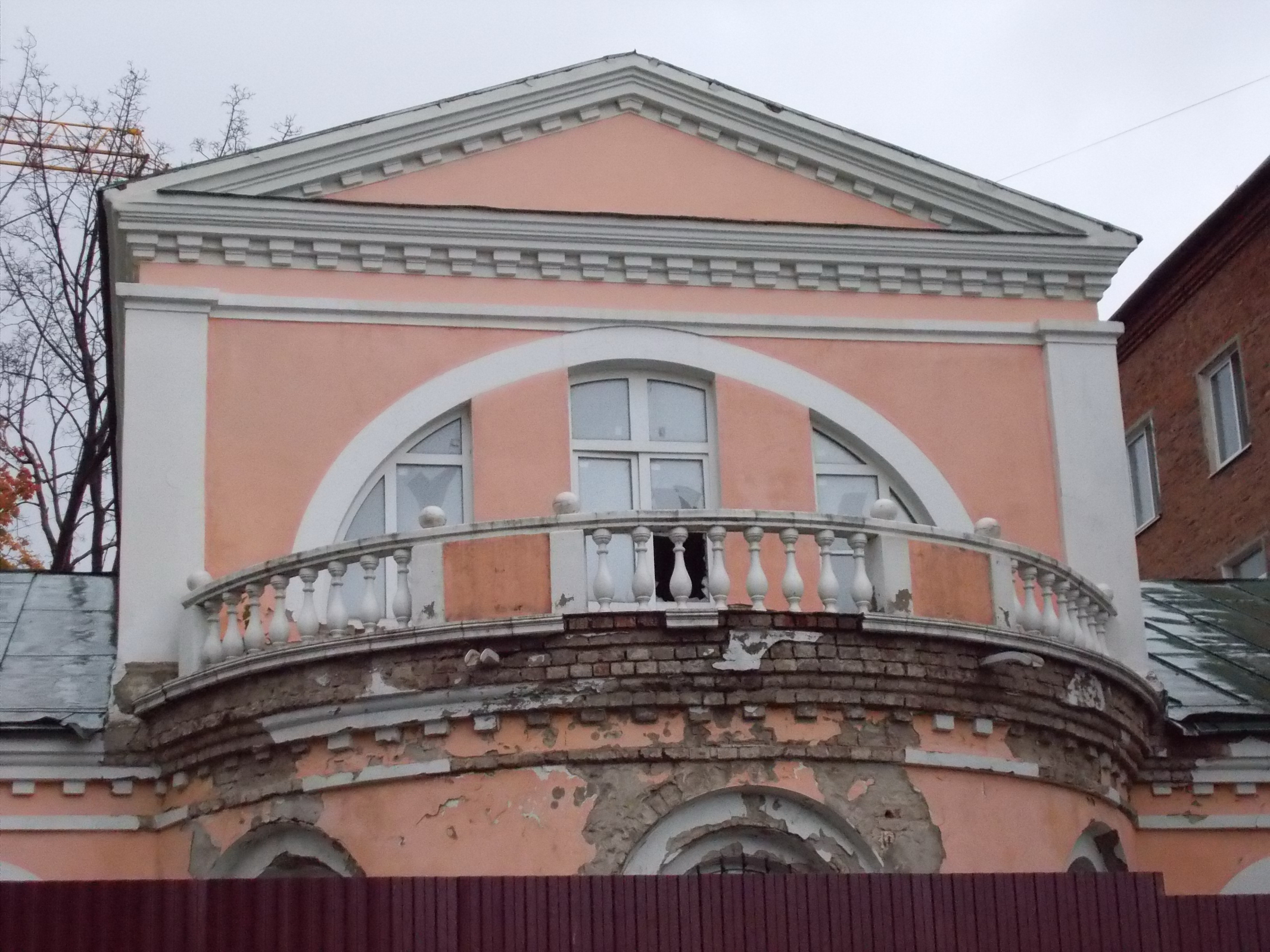
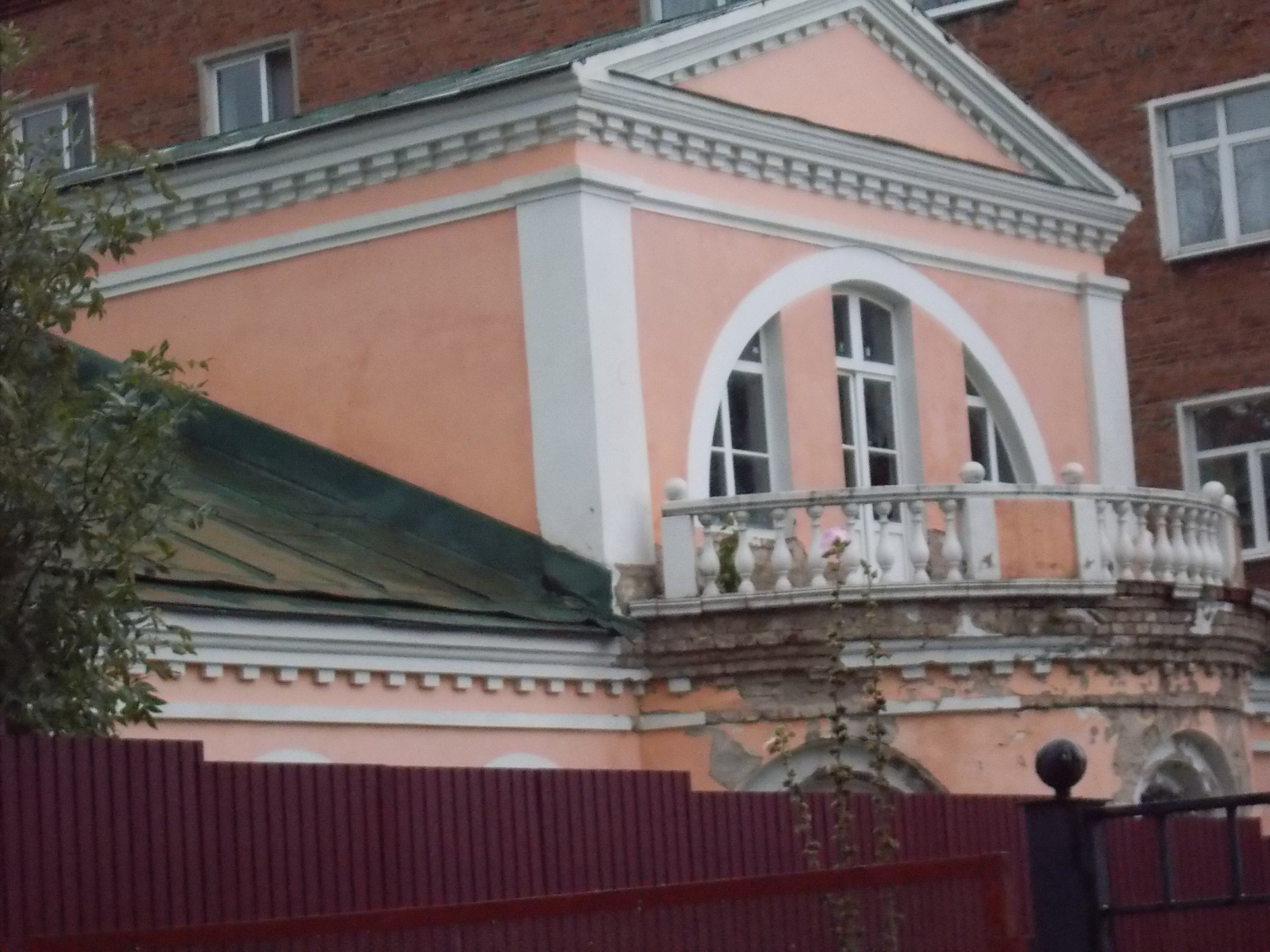
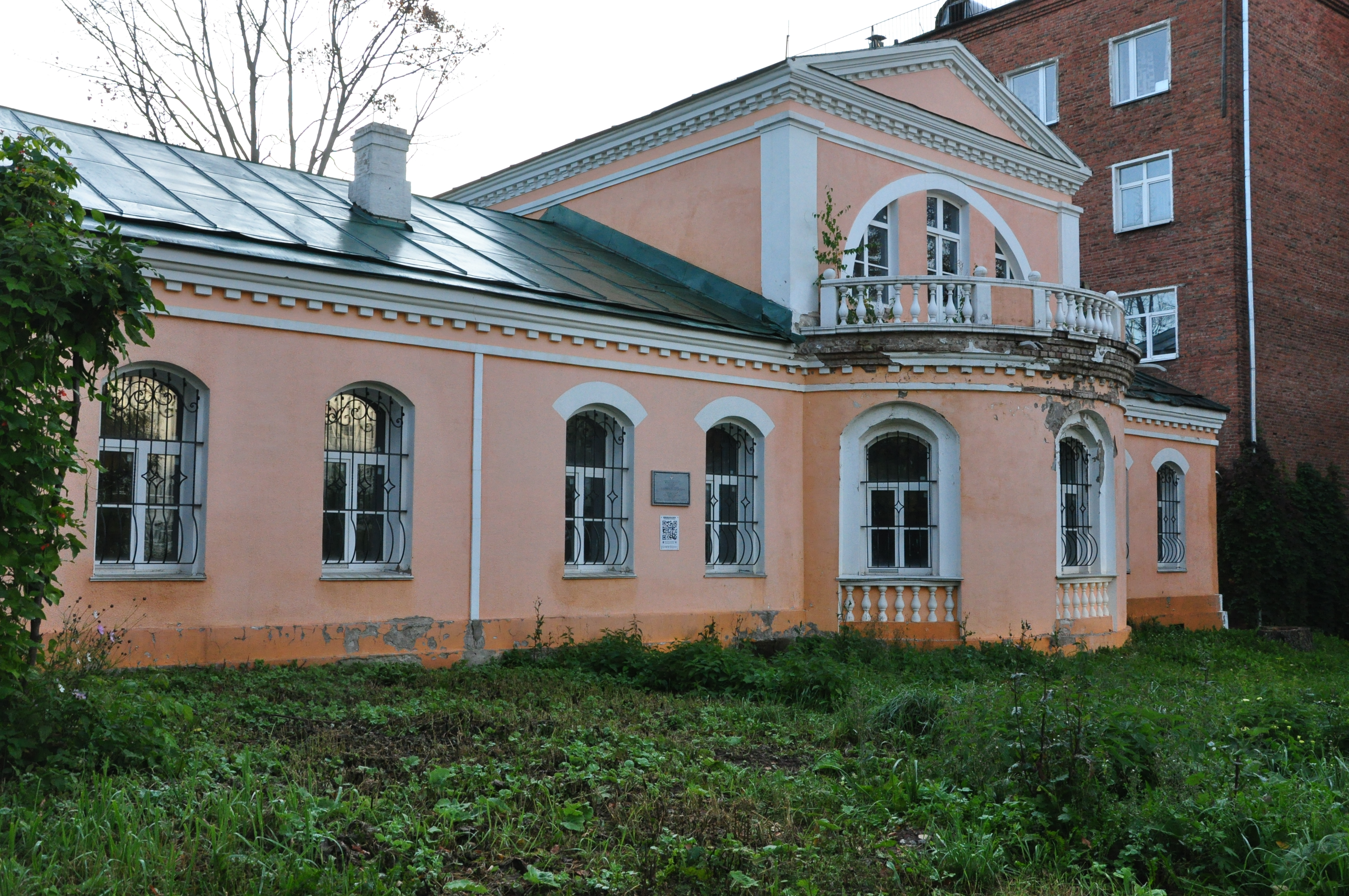
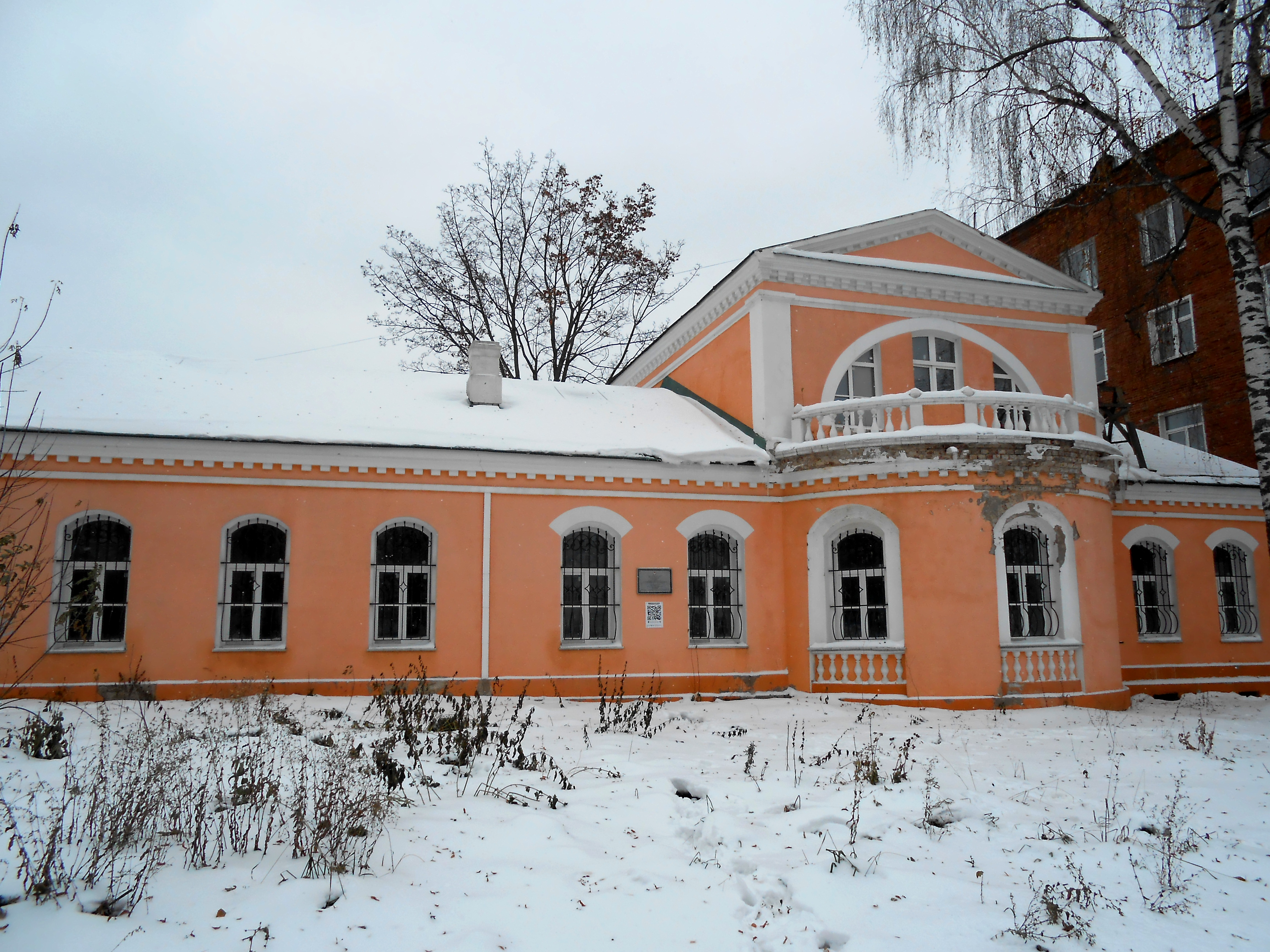